# Cuchilla de Sopas
La Cuchilla de Sopas o Cuchilla de Sopa es una zona de lomadas de poca altura en el departamento de  Salto, Uruguay. La misma se encuentra en la zona noreste de Uruguay, entre los ríos Arapey Chico y Arapey Grande, a unos 70 km del río Uruguay, la población de Cayetano se encuentra en la cuchilla.
Las lomadas no superan los 300 m de altura, son de formas redondeadas y pendientes suaves, las mismas se encuentran conformadas sobre la base cristalina del terreno. La base basáltica de areniscas vitrificadas, fue conformada por eventos tectónicos y también por fenómenos de erosión ambiental. De esta manera las areniscas y otros sedimentos fueron trabajadas por acciones erosiva fluviales hasta conformar una llanura con ondulaciones en forma de hileras denominadas cuchillas. 